# 50-я моторизованная бригада СС
50-я моторизованная бригада СС (нем. 50. SS-Panzergrenadier-Brigade) — тактическое соединение войск СС нацистской Германии периода Второй мировой войны. Бригада была сформирована в Дании в июне 1944 года путём переименования боевой группы СС № 2.

## История
В конце 1943 года немцы стали готовиться к высадке союзников в Европе. В феврале 1944 года в ходе подготовки к высадке войска СС создали три сводные боевые группы, получившие номера 1, 2 и 3. Группы были созданы из различных учебно-запасных частей, расположенных в Германии.
Боевая группа СС № 2 состояла из двух пехотных батальонов, артиллерийского дивизиона и двух рот — инженерной и транспортной. 11 июня 1944 года группа была отправлена в Данию, где через семь дней была переименована в 50-ю моторизованную бригаду СС. Это позволило гарнизону Дании выдвинуться к берегам вторжения, основным освобождённым формированием стала 363-я пехотная дивизия. Второстепенной задачей бригады в Дании была защита от предполагаемой высадки союзников на побережье Северного моря. Бригада располагалась на южной оконечности полуострова Ютландия. 24 июля 1944 года 50-я моторизованная бригада СС была расформирована, а её личный состав пополнил ряды 49-й моторизованной бригады СС. Из чинов расформированной бригады был создан третий батальон 49-й бригады и пополнен артиллерийский дивизион.

## Местонахождение
- июнь — июль 1944 (Дания)

## Командиры
- штурмбаннфюрер СС Курт Шнайдер (11 июня — 24 июля 1944)

## Состав
- 1-й моторизованный батальон СС (I./SS-Panzergrenadier-Brigade 50)
- 2-й моторизованный батальон СС (II./SS-Panzergrenadier-Brigade 50)
- 50-й артиллерийский дивизион СС (SS-Artillerie-Abteilung 50)
- 50-я зенитная батарея СС (SS-Flak-Kompanie 50)
- 50-я сапёрная рота СС (SS-Pionier-Kompanie 50)
- 50-я транспортная рота СС (SS-Kraftfahr-Kompanie 50)